# Fixion
Fixion er det femte studiealbum fra den danske elektroniske producer Trentemøller. Albummet blev udgivet den 16. september 2016 via Playground Music og Anders Trentemøllers eget musikselskab In My Room.

## Spor
| #   | Titel                    | Musik                               | Længde |
| --- | ------------------------ | ----------------------------------- | ------ |
| 1.  | "One Eye Open"           | Marie Fisker / Anders Trentemøller  | 4:16   |
| 2.  | "Never Fade"             | Anders Trentemøller                 | 5:15   |
| 3.  | "Sinus"                  | Anders Trentemøller                 | 4:15   |
| 4.  | "River In Me"            | Jehnny Beth / Anders Trentemøller   | 2:55   |
| 5.  | "Phoenicia"              | Anders Trentemøller                 | 4:09   |
| 6.  | "Redefine"               | Marie Fisker / Anders Trentemøller  | 4:46   |
| 7.  | "My Conviction"          | Marie Fisker / Anders Trentemøller  | 4:06   |
| 8.  | "November"               | Anders Trentemøller                 | 6:48   |
| 9.  | "Spinning"               | Marie Fisker / Anders Trentemøller  | 6:06   |
| 10. | "Circuits"               | Anders Trentemøller                 | 3:59   |
| 11. | "Complicated"            | Jehnny Beth / Anders Trentemøller   | 4:21   |
| 12. | "Where the Shadows Fall" | Lisbet Fritze / Anders Trentemøller | 5:09   |